# Campionati italiani di ciclismo su strada 2007
I Campionati italiani di ciclismo su strada 2007 (Settimana Tricolore 2007), organizzati dall'U.S. Pontedecimo 1907, si svolsero in Liguria dal 26 giugno al 1º luglio 2007. Nell'ultimo giorno si assegnò a Genova la maglia tricolore maschile Elite, in un percorso cittadino che terminava nella centralissima via XX Settembre.

## Le gare
Juniores Uomini
26 giugno, Novi Ligure – Cronometro – 27,1 km
29 giugno, Bolano – In linea – 120,0 km
Juniores Donne
26 giugno, Novi Ligure – Cronometro – 15,7 km
28 giugno, Varazze – In linea – 72,7 km
Uomini Under-23
26 giugno, Novi Ligure – Cronometro – 31,4 km
30 giugno, Lavagna – In linea – 163,5 km
Donne Elite
26 giugno, Novi Ligure – Cronometro – 27,1 km
28 giugno, Varazze – In linea – 113,7 km
Elite senza contratto
27 giugno, Diano Marina – In linea – 163,0 km
Professionisti
26 giugno, Novi Ligure – Cronometro – 42,8 km
1º luglio, Genova – In linea – 260,0 km

## Risultati
| Eventi                 | Oro               | Tempo                      | Argento          | Tempo   | Bronzo             | Tempo   |
| Professionisti         |                   |                            |                  |         |                    |         |
| Gara in linea dettagli | Giovanni Visconti | 6h57'15" Media 37,388 km/h | Paolo Bossoni    | s.t.    | Davide Rebellin    | s.t.    |
| Cronometro dettagli    | Marco Pinotti     | 53'09"21 Media 48,313 km/h | Vincenzo Nibali  | a 2"    | Manuel Quinziato   | a 27"   |
| Elite S.C.             |                   |                            |                  |         |                    |         |
| Gara in linea dettagli | Matteo Montaguti  | 3h47'55" Media 40,804 km/h | Fabio Negri      | s.t.    | Federico Vitali    | a 7"    |
| Uomini Under-23        |                   |                            |                  |         |                    |         |
| Gara in linea dettagli | Simone Ponzi      | 4h25'43" Media 36,355 km/h | Michele Gaia     | a 3"    | Mauro Finetto      | a 33"   |
| Cronometro dettagli    | Adriano Malori    | 39'30" Media 47,696 km/h   | Manuele Boaro    | a 15"   | Marco Coledan      | a 32"   |
| Donne Elite            |                   |                            |                  |         |                    |         |
| Gara in linea dettagli | Eva Lechner       | 3h30'56" Media 35,841 km/h | Luisa Tamanini   | a 1"    | Giorgia Bronzini   | a 1'20" |
| Cronometro dettagli    | Vera Carrara      | 37'04"36 Media 43,860 km/h | Anna Zugno       | a 39"   | Silvia Valsecchi   | a 58"   |
| Uomini Juniores        |                   |                            |                  |         |                    |         |
| Gara in linea dettagli | Andrea Palini     | 3h07'00" Media 38,503 km/h | Elia Favilli     | a 2"    | Daniele Ratto      | s.t.    |
| Cronometro dettagli    | Alfredo Balloni   | 39'30" Media 47,696 km/h   | Nicola Boem      | a 23"   | Diego Ulissi       | a 28"   |
| Donne Juniores         |                   |                            |                  |         |                    |         |
| Gara in linea dettagli | Marta Tagliaferro | 2h01'45" Media 34,990 km/h | Silvia Eusebi    | a 1'21" | Valentina Carretta | s.t.    |
| Cronometro dettagli    | Gloria Presti     | 23'21" Media 40,333 km/h   | Eleonora Patuzzo | a 20"   | Valentina Carretta | a 25"   |